# Бокова (річка)
Боко́ва — річка в Україні, у межах Долинського району Кіровоградської області та Криворізького району Дніпропетровської області. Права притока Інгульця (басейн Дніпра).

## Опис
Довжина річки 72 км, площа басейну 1320 км². Долина трапецієподібна, завширшки 2 км. Річище у верхів'ї звивисте, завширшки до 10 м. Глибина до 2,7 м. Похил річки 1,5 м/км. Споруджено декілька ставків.

## Розташування
Річка бере початок біля села Варварівки. Тече на південний схід і південь. Впадає до Інгульця в межах Карачунівського водосховища, що на захід від м. Кривого Рогу. 
Притоки: Боковенька (права) і невеликі потічки.

## Легенда про річку Бокову
Записав М. Шеремет. Розповів Іван Андрійович Булах.
"Річку назвали Боковою.
Було це за часів батька Хмеля, а чи й раніше. Потерпали тоді козацькі зимівники від набігів татар. Надокучили запорожцям вилазки чужинців.
Дозори січовиків почали чатувати вздовж Дикого степу. Не раз діставалися повноводного плеса. Риби в ньому було хоч ковшем черпай. Скільки око сягало — зеленів степ. Поміж розлогих берегів, мов срібний ланцюжок, звивалася річечка.  По балках і ярах — мальовничі діброви. Вони нібито нарочито відступили від річища, аби дати місце для зимівника.
  Тут і поселимо свої сім’ї, — вирішив сотник.
З лози вплели стіни мазанок, пообвальковували глиною, накрили очеретом. За вигоном почали сіяти всяку пашницю. Розводили коней для коша. Оскільки в Дикому степу не було ще шляхів, добиралися січовики до свого зимівника від Інгульця по Боковій, яка не мала тоді ще назви. Якось кошовий запитав сотника, як дістатися до нього в зимівник, а той почухав потилицю і сказав:
  Пливи у верхів’я Інгульця. Побачиш зліва найширшу річку — в неї і завертай.
Відтоді притоку Інгульця прозвали Боковою, а від неї і село перед тим плесом. Боківці, а з ними і варварівці та гурівці гордяться своєю річкою, складають про неї перекази".[джерело?]

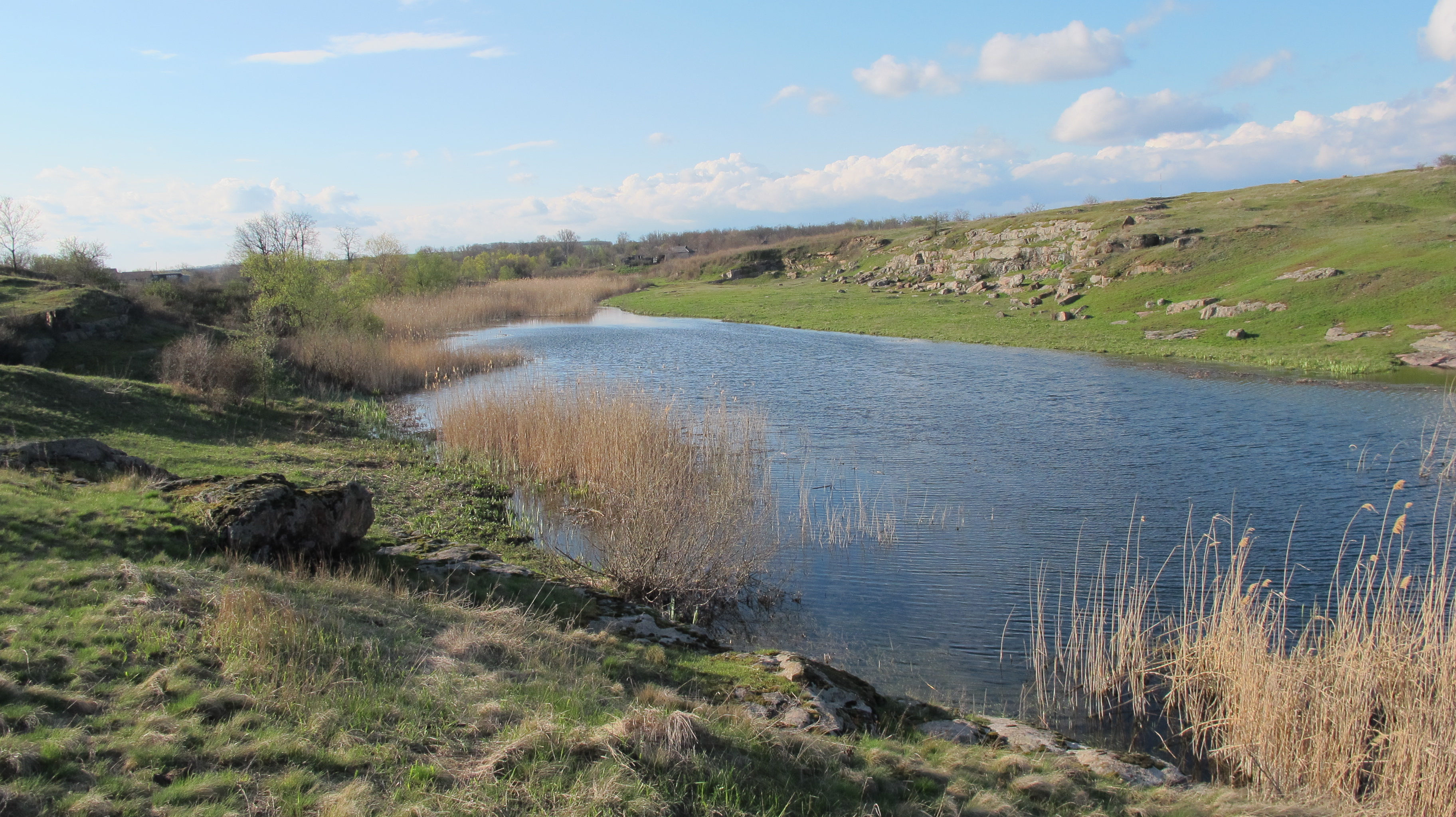
Бокова біля с. Гурівка